# Alfabetikus számírásrendszer
Az alfabetikus számírásrendszer az ókorban, kora középkorban létrejött számírásrendszerek egy típusa, ahol a számjelek értékeit a fonetikus írásjelekhez – az adott írás ábécéjéhez – rendelték, majd ezeket használták a számok ábrázolására. Az alfabetikus számírásrendszerek az i. e. 6. századból a görögöktől eredeztethetők, a „ion” vagy „milétoszi” számírásból, ez vezetett a további alfabetikus rendszerek kialakulásához, melyekben a számjeleket az adott nyelv saját írásával kapcsolták össze. Széleskörű elterjedésük az i. sz. 4. és 6. századra tehető. Bár a legtöbb rendszer már kihalt, vagy legalábbis használatuk kontextusa nagymértékben lecsökkent az i. sz. 6. századra, amikor már az arab és a nyugati helyi értékes számírás váltotta fel ezeket, ugyanakkor több alfabetikus számírásrendszert még ma is használnak, de korlátozott kontextusban, mint pl. liturgikus szövegekben, listák számozására, vagy gematriára.
Az alfabetikus számírásrendszereket használták egészen északon, Angliában, Germániában, Oroszországban, és egészen délen is, Etiópiában,  Észak-Afrikában, Marokkótól keletre is, valamint a Közel-Keleten egészen Iránig. Története több mint kétezer éven átível, megközelítőleg az i. e. 600-tól kifejlesztett görög alfabetikus számoktól napjainkig.

## Struktúrája
Az alfabetikus számírásrendszerekben egy nyelv ábécéjének fonetikus írásjeleit számértékekhez rendelték, 1-9-ig, 10-90-ig, 100-tól 900-ig és így tovább, ameddig az adott nyelv betűkészlete tartott, írásukban ezzel a jelkészlettel ábrázolták a számokat is, egyszerűen rávetítették a számok decimális struktúráját az írásra.
A számszakaszok az alfabetikus rendszerekben tömörebbekké váltak, mint a korábban kialakult  kumulatív-additív rendszerekben – mint pl. a római számírás -, viszont használóiknak sokkal több grafémát kellett a számíráshoz ismerniük. Viszont mivel az alfabetikus számírásrendszerek fonetikus írásjeleket használnak a számértékek ábrázolására is, ezáltal csökken a mnemonikok száma, így összességében csökkentik az írásjelek és a számjelek memorizálására fordított erőfeszítést.
Nincs egyetlen közös strukturális jellege az összes alfabetikus számírásnak. A legtöbb cifferes-additív és decimális. Kivételnek számít viszont Shirakatsi örmény számírása, mely multiplikatív-additív és részben 1000-es alapú, és a csillagászati törtek is – szexagezimális törtek -, melyek helyi értékesek és 60-as alapúak.
Elnevezésük ellenére az írások, melyekhez a kérdéses számírásrendszerek kapcsolódnak sem mindig alfabetikusak, mint a héber és a korai arab sem, melyek abdzsad vagy mássalhangzóírások, azaz elsődlegesen mássalhangzókat jelölő fonémákkal, valamint egy másik, az etióp Ge’ez írás sem igazán alfabetikus, mivel az alfaszillabikus vagy abugida jellegű írás, azaz mássalhangzót plusz magánhangzócsoportot jelölő írás.

### Számjelek
A struktúrája alapján a természetes számok 1-től 900-ig történő ábrázolásához 27 jelre volt szükség, ugyanakkor nem mindegyik írás rendelkezett ennyi jellel. A görög írás kevesebbel, más írások többel. A görögök a görög ábécé 24 betűjének archaikus változatát így kiegészítették még három speciális jellel, azaz az episzemonokkal: vau, vagy digamma (6), koppa (90) és szan vagy szampi (900), hogy elérjék a teljes, 27 jelből álló jelkészletet a számok 900-ig történő ábrázolásához. A héberek a héber ábécé 22 betűjével  csak 1-től 400-ig tudták a számokat jelölni – efölött additív módon ábrázolták a százasokat 900-ig. Az arab abdzsad számírásban, mivel az arab írás huszonnyolc alap mássalhangzót ismer, a fennmaradó jelet (ghayn,  غ ) az 1000 numerikus értékhez rendelték. Az ősi örmény ábécé viszont harminchat betűből állt, így elegendő jelük volt nemcsak 900-ig, hanem 9000-ig is a teljes számsor ábrázolására. Az örmény íráshoz hasonlóan a grúz írás is rendelkezik annyi karakterrel, amely 9000-ig az összes számértéket ki tudja szolgálni.
Néhány alfabetikus számírásrendszer számjelei az alábbi táblázatokban láthatók:
A görög alfabetikus számírás számjelei minuszkula betűkkel:
| 1-esek    | α    | β    | γ    | δ    | ε    | ϛ    | ζ    | η    | θ    |
| --------- | ---- | ---- | ---- | ---- | ---- | ---- | ---- | ---- | ---- |
|           | 1    | 2    | 3    | 4    | 5    | 6    | 7    | 8    | 9    |
| 10-esek   | ι    | κ    | λ    | μ    | ν    | ξ    | ο    | π    | ϟ    |
|           | 10   | 20   | 30   | 40   | 50   | 60   | 70   | 80   | 90   |
| 100-asok  | ρ    | σ    | τ    | υ    | φ    | χ    | ψ    | ω    | ϡ    |
|           | 100  | 200  | 300  | 400  | 500  | 600  | 700  | 800  | 900  |
| 1000-esek | ͵α   | ͵β   | ͵γ   | ͵δ   | ͵ε   | ͵ϛ   | ͵ζ   | ͵η   | ͵θ   |
|           | 1000 | 2000 | 3000 | 4000 | 5000 | 6000 | 7000 | 8000 | 9000 |
Pár szám a görög alfabetikus számírással ábrázolva:
͵γϡμβ = (3000 +900 + 40 + 2) = 3942
χξϛ = (600 + 60 + 6) = 666
Összehasonlításként ugyanezek a kumulatív-additív római számírással írva:
MMMCMXLII = (1000 + 1000 + 1000 +(1000 - 100 )+( 50- 10)+ 1+ 1) = 3942
DCLXVI = (500 + 50 + 10+ 5+ 1) = 666
A héber alfabetikus számírás számjelei:
| 1-esek    | א    | ב    | ג    | ד    | ה    | ו    | ז    | ח    | ט    |
| --------- | ---- | ---- | ---- | ---- | ---- | ---- | ---- | ---- | ---- |
|           | 1    | 2    | 3    | 4    | 5    | 6    | 7    | 8    | 9    |
| 10-esek   | י    | כ    | ל    | מ    | נ    | ס    | ע    | פ    | צ    |
|           | 10   | 20   | 30   | 40   | 50   | 60   | 70   | 80   | 90   |
| 100-asok  | ק    | ר    | ש    | ת    |      |      |      |      |      |
|           | 100  | 200  | 300  | 400  |      |      |      |      |      |
| 1000-esek | 'א   | 'ב   | 'ג   | 'ד   | 'ה   | 'ו   | 'ז   | 'ח   | 'ט   |
|           | 1000 | 2000 | 3000 | 4000 | 5000 | 6000 | 7000 | 8000 | 9000 |
Mivel a héber írás huszonkét mássalhangzó jelből áll, így csak 400-ig tudták egyedi jellel írni a számokat, az 500, 600, 700, 800, 900 értékeit az alacsonyabb százas értékek különböző additív kombinációval ábrázolták (az írás iránya jobbról balfelé tart):
תק = (400+100) 500
תר = (400+200) 600
תש = (400+300) 700
תת = (400+400) 800
תררק = 400+200+200+100 = 900
Az örmény számírás számjelei (minuszkula betűkkel): 
| 1-esek      | ա    | բ    | գ    | դ    | ե    | զ    | է    | ը    | թ    |
| ----------- | ---- | ---- | ---- | ---- | ---- | ---- | ---- | ---- | ---- |
|             | 1    | 2    | 3    | 4    | 5    | 6    | 7    | 8    | 9    |
| 10-esek     | ժ    | ի    | լ    | խ    | ծ    | կ    | հ    | ձ    | ղ    |
|             | 10   | 20   | 30   | 40   | 50   | 60   | 70   | 80   | 90   |
| 100-asok    | ճ    | մ    | յ    | ն    | շ    | ո    | չ    | պ    | ջ    |
|             | 100  | 200  | 300  | 400  | 500  | 600  | 700  | 800  | 900  |
| 1000-esek   | ռ    | ս    | վ    | տ    | ր    | ց    | ւ    | փ    | ք    |
|             | 1000 | 2000 | 3000 | 4000 | 5000 | 6000 | 7000 | 8000 | 9000 |
| 10.000-esek | օ    | ֆ    |      |      |      |      |      |      |      |
| 346 = յխզ   |      |      |      |      |      |      |      |      |      |
Az ősi örmény ábécé harminchat betűből állt – később még hármat adoptáltak -, így elegendő jelük volt 1000-től 9000-ig is a teljes számsor ábrázolására. Viszont a többi alfabetikus rendszertől eltérően az örmény rendszerben nincsenek a magasabb értékek ábrázolására multiplikatív számszakaszok, hanem ezeket teljesen a lexikális számokkal írták ki.

### Magasabb számértékek
Ahogy az adott nyelv írásának betűkészlete véget ért, a további, magasabb számértékeket a számjelek és kiegészítő jelek multiplikatív, azaz szorzás elvű kapcsolatával jelölték. Mivel viszont a különböző írások jeleinek száma változó, így rendszerenként eltérő a magasabb értékeknél a multiplikatív struktúrára történő áttérés pontja is.
Az 1000-szeres értéket a görög, héber számírás, a szír alfabetikus számírás esetén az antikvitásban kezdetben a numerikus jel bal oldalán elhelyezett vesszővel, ill. a számjel alá helyezett vonallal jelölték.
Így pl. a görög alfabetikus számírásban:
β = 2
͵β = 2.000
͵κ = 20.000
Egy második szintű multiplikatív módszer bevezetésével tudták még tovább bővíteni a számkört. A 10.000-szeres értékekre a görögök esetén legáltalánosabb az Arisztarkhosz által bevezetett módszer volt, egy alfabetikus számszakaszt helyeztek egy M karakter (myriades = 10.000) fölé, ezzel jelölték a szám 10.000-rel való szorzását. Ezzel a módszerrel 100.000.000-ig, azaz 108-ig tudták ábrázolni a számokat.
Így pl. a 20.704-et – két myriad hétszáz négy (2 x 10.000 + 700 + 4) – a  következőképp ábrázolták:
| {\displaystyle {\overset {\beta }{\mathrm {M} }}} | ψδ | = 20.704 |
| ------------------------------------------------- | -- | -------- |
Pergai Apollóniosz a multiplikatív elv mellett a nagy számok ábrázolására egyedi módszert alakított ki, az M = myriades = 10.000 fölé helyezett alfabetikus számok – α -tól θ-ig, azaz 1-től 9-ig – nála a 10.000 hatványait jelölték, az M utáni számok pedig ezzel multiplikatívan kapcsolódtak.
Így a 5.462.360.064.000.000-t a következőképp tudta ábrázolni: 
| {\displaystyle {\overset {\gamma }{\mathrm {M} }}} | ͵EYZB         |   | {\displaystyle {\overset {\beta }{\mathrm {M} }}} | ͵ΓX           |   | {\displaystyle {\overset {\alpha }{\mathrm {M} }}} | ͵FY           |
| -------------------------------------------------- | ------------- | - | ------------------------------------------------- | ------------- | - | -------------------------------------------------- | ------------- |
| 100003 × 5462                                      | 100003 × 5462 | + | 100002 × 3600                                     | 100002 × 3600 | + | 100001 × 6400                                      | 100001 × 6400 |
Mivel nem mindegyik alfabetikus számírásrendszert alkalmazták matematikai, csillagászati munkákban, ahol a magas számértékek ábrázolása feltétlenül szükséges volt, így a különböző multiplikatív struktúrák néhány nyelvhez tartozó számírásrendszerben nem jelennek meg.

### Szavak és számértékek elkülönítése
Az adott szövegben a számszakaszokat a szavaktól rendszerenként és koronként is eltérő jellel különböztették meg, leggyakrabban a betűk fölé helyezett vonallal – görög számírás, héber számírás -, vagy pl. a numerikus szakasz két oldalán levő ponttal a gót számírás esetén. Idővel egy újabb diakritikus jelet, az aposztrófot, ’, használták fel, ezt helyezték a görögök az első számjel bal oldala mellé.
A gót alfabetikus számírással írva 285-öt, a két oldalt levő ponttal elkülönítve a szövegtől: 
 =  285
Az etióp számírásban a számjel alatt és felett levő vonal mutatja, hogy az numerikus értékkel bír, bár az etióp számírás az a kivétel, amelyiknél a számjelek nem a saját írásuk betűi. A szavak és számok elkülönítésének ez a gyakorlata náluk csak az i. sz. 15. századtól létezett.
Az etióp számírás számjelei:
|          | 1 | 2 | 3 | 4 | 5 | 6 | 7 | 8 | 9 |
| -------- | - | - | - | - | - | - | - | - | - |
| × 1      | ፩ | ፪ | ፫ | ፬ | ፭ | ፮ | ፯ | ፰ | ፱ |
| × 10     | ፲ | ፳ | ፴ | ፵ | ፶ | ፷ | ፸ | ፹ | ፺ |
| × 100    | ፻ |   |   |   |   |   |   |   |   |
| × 10.000 | ፼ |   |   |   |   |   |   |   |   |

### Számírás iránya
A számírások iránya követte az adott nyelv írásrendszerének irányát, így a görög, kopt, etióp, gót, grúz, örmény, cirill számírásokban balról jobbra vezet, azaz a 10 legmagasabb hatványa bal oldalt áll és jobbfelé csökkenő sorrendben írták a kisebb hatványok számjegyeit, míg a héber, arab abdzsad, szír írásokban jobbról balra.

### Betűsorrend
A görög alfabetikus, a kopt, gót, héber, szír, örmény, grúz, glagolita és latin rendszerek mind felhasználják saját ábécéjük sorrendiségének az előnyét, a számok hozzárendelésénél követik írásuk betűsorrendjét. Viszont az arab abdzsad számírás esetén az arab, valamint a cirill számírásnál is a cirill betűkhöz rendelt számértékek nem felelnek meg a szokásos betűsorrendnek. A fez számok és a zimám számírás egybeolvadt alfabetikus rendszerek, melyek két vagy több létező alfabetikus számírásrendszert ötvöznek, hogy egy új számírásrendszert hozzanak létre, melyben a számok sora egyik írásrendszer jelsorrendjéhez sem illeszkedik. Végül az etióp rendszernél az etióp numerikus jelek nem az etióp írás – Ge’ez – betűi, hanem a görög, ill. a kopt betűkből eredeztethetők.

## Törtek

### Egységtörtek

Görög alfabetikus számok Alexandriai Hérón Metrikájának kb.1100 körül született bizánci kéziratában. Az első sor számai: "͵̅θ̅ϡ̅ϟ̅ϛ̅ δʹ ϛʹ", azaz "9,996 + 1/4 + 1/6". Ez minuszkula formában tartalmazza a három speciális jelet: szampi (ϡ), koppa (ϟ) és digamma (ϛ).

A törtek ábrázolására használták az egységtörteket. A görögök esetén a számjelet követő aposztróf (ʹ)  jelölte, hogy az egységtörtként értelmezendő, azaz a számjel volt a tört nevezője a számláló pedig 1; így pl. a γʹ  egyharmadot, a δʹ egynegyedet jelölt.
Az egységtörtek additívak voltak – mint az egyiptomi törtek  –, így például az 5⁄12 -et a következőképp ábrázolták:
δʹ ϛʹ = 1⁄4 + 1⁄6 = 5⁄12 
További példa az egységtörtekkel való számábrázolásra:
͵θϡϟϛ δʹ ϛʹ = 9996 + 1⁄4 + 1⁄6

### Csillagászati törtek

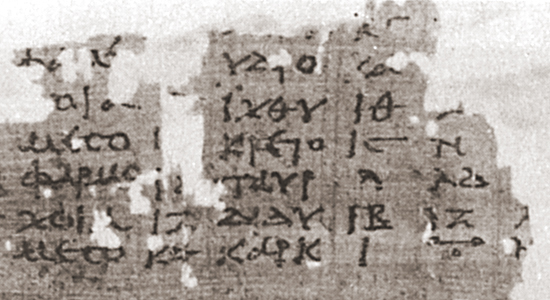
A korai görög zéró jele (jobb alsó sarok) egy 2. századi papiruszon

A decimális rendszerek mellett az ókori és középkori csillagászok a csillagászati számításokban a törtekre külön szexagezimális rendszert használtak. Ebben kombinálva a hagyományos alfabetikus számírásokat a hatvanas alapú helyi értékes elvvel, melyet a görögök a babiloni csillagászoktól vettek át.
A babiloni csillagászok és matematikusok i. e. 2100-tól kezdődően egy kumulatív-helyi értékes, 60-as alapú és 10-es alrendszerű számírásrendszert használtak. A 60-nál kisebb számokat a 10 () és az 1 () ékírásjelének kumulatív kombinációjával ábrázolták, míg a 60 hatványait (60, 3600, 216 000, …) a helyi értékes elv bevonásával. I. e. 3. század körülre a görögök az addig babiloni befolyás alatt álló területeket kontrolljuk alá vonták a Nagy Sándor hódításai nyomán született Szeleukida Birodalomban. Ezt követően i. e. 3. és 1. század között a görögök a babiloni helyi értékes hatvanas alapú rendszert összeházasították a görög alfabetikus rendszerrel és ettől kezdődően a görög csillagászok a törtekre ezt használták.
A csillagászati törtek (görög) számjelei minuszkula betűkkel:
| 1-esek  | α  | β  | γ  | δ  | ε  | ϛ | ζ | η | θ |
| ------- | -- | -- | -- | -- | -- | - | - | - | - |
|         | 1  | 2  | 3  | 4  | 5  | 6 | 7 | 8 | 9 |
| 10-esek | ι  | κ  | λ  | μ  | ν  |   |   |   |   |
|         | 10 | 20 | 30 | 40 | 50 |   |   |   |   |
| ͵αφιε κ ιε = 1515 + (20 x 1/60) + (15 x 1/3600) = 1515,3375 |
A rendszerben az egész számokat mindig a decimális alfabetikus rendszerrel írták, míg a törteket szexagezimális helyi értékes írással. A törtek különböző helyi értékeinek 1 és 59 közötti számaira a görög alfabetikus számok tizennégy számjelét használták (1-9-ig az egységjeleket és a tízesekből 10-től 50-ig). A babiloni rendszertől eltérően viszont a görög hatvanas számrendszerrel sosem éltek az egész számok ábrázolásánál. A törtek helyi értékes írásánál használták viszont a helypótlót, amit a görögök szintén a babiloniaktól vettek át – a babiloni helyi értékes számírás késői példáiban ezt már használták. A szexagezimális törteket bármilyen tört értékének jelölésére alkalmazhatták; az egymás utáni helyi értékek az 1/60, 1/602, 1/603 … etc. értékeit jelölték, amilyen kis értéket ki akartak fejezni. Nem használtak viszont radix pontot – tízes alapú helyi értékes rendszerben tizedesvessző lenne – az egész értékek és törtszámok elkülönítésére.
A szexagezimális számírás megfelelt a görög csillagászatnak, ahol ugyanúgy mint ma is, a kör 360 fokra volt osztható, mindegyik fok hatvan szögpercre, és mindegyik szögperc 60 szögmásodpercre, etc.
Egy példa a csillagászati törtekre:  Alexandriai Theón (i. sz. 4. sz.) Ptolemaiosz Syntaxisáról írt munkájában a következő jelek:
͵αφιε κ ιε
1515  (͵αφιε) fokot, 20  (κ) percet és 15 (ιε) másodpercet jelentenek. A fokokat a tízes alapú alfabetikus számírással, míg az utolsó két pozíción levő értékeket szexagezimálisan írta.
A szexagezimális törtek szabálya bármelyik alfabetikus rendszerrel kombinálható volt, az 1 – 59-ig terjedő görög jeleket az adott rendszer számjeleivel behelyettesítve. Az arabok a görögök után, az i. sz. 7. század közepén Mezopotámia felett megszerzett kontrolljuk következtében megörökölték a görög csillagászati ismeretek nagy részét is. Átvették a szexagezimális törtek használatát is, viszont az arab abdzsad jeleit használták és nem a görög alfabetikus számjeleket. Ehhez hasonlóan a középkori héber csillagászok is átvették a szexagezimális törteket, mint ez Lévi ben Gerson 14. századi munkáiban látható.
A görög csillagászati szövegek arab fordításával jutottak el a szexagezimális – hatvanas alapú –    helyi értékes számok i. sz. 1000 körülre Nyugat-Európába is. Ettől kezdődően a középkori európai csillagászok a törtekre szexagezimális notációt használtak, sőt az Alfonz-táblázatoknak 1327-es párizsi szerkesztésű változatában még az egész számokat is szexagezimálisan jelölték. De még Afrikában is használták, a középkori etióp csillagászok szintén szexagezimális törtekkel írtak saját számításaikban és a görög és arab munkák fordításaiban is.

## Története

### Kialakulása
Nincs egyetértés az alfabetikus számírás eredetét illetően: 
- Korábbi elméletek szerint az első alfabetikus számírás a hébereknek köszönhető, a héber számírásnak egy i. e. 9. -7.- századi független eredetet valószínűsítenek,[10][11][12] melyek újabb kutatások szerint már nem hitelesek.[13]
- G. Ifrah vélekedése szerint kulturális kereszthatásoktól függetlenül alakult ki, posztulál  egy i. e. 8. 9. századi eredetet, melyre viszont nem léteznek bizonyítékok.
- Az alfabetikus számírás S. Chrisomalis szerint az i. e. 6. századból a görögöktől eredeztethető, akik az egyiptomi demotikus számírásrendszert és saját fonetikus írásjeleik számjelekként való használatát ötvözték, szintén a demotikus számírásból vették át az egy adott szint feletti multiplikatív-additív struktúrát.[14]

### Elterjedése
Alfabetikus számírásrendszereket használtak egészen északon, Angliában, Germániában, Oroszországban, és egészen délen is, pl. Etiópiában,  Észak-Afrikában, Marokkótól keletre is, valamint a Közel-Keleten egészen Iránig.
A görög alfabetikus számírás legtöbb származéka saját írásuk betűivel helyettesítette a görög jeleket. Az i. e. 2. század vége felé a héberek a görög modell alapján fejlesztették ki a héber alfabetikus számírást. Az i. sz. 4. század közepén a gótok alakítottak ki egy saját alfabetikus számírást, míg a görög hatás alatt álló Észak-Afrikában, az egyiptomi kopt írás és az etiópiai Ge’ez írás mellett született a görög modell alapján  alfabetikus számírás.  Örményországban és Grúziában a Bizánci Birodalom határán írások és alfabetikus számírások fejlődtek ki az i. sz. 5. században, megközelítőleg a kereszténység felvételével egyidőben. Az i. sz. 6. században a szír írás megvált a korai kumulatív-additív számírásától egy, a görög rendszerre alapozott kedvéért. Megközelítőleg ugyanebben az időben jelent meg az arab abdzsad számírás, melyet az iszlám hódítást követően a Közel-Keleten használták. Az i. sz. 9. században a szláv területeken kialakult glagolita és a cirill számírás, mely a Cirill és Metód által kifejlesztett írás égisze alatt született. Végül a görög alfabetikus számírás megismerése vezetett egy latin alfabetikus számírás kifejlesztéséhez az. i. sz.  12. században.
Hét alfabetikus számírásrendszert ezer évig, vagy még tovább is használtak – ez a görög, kopt, etióp, arab abdzsad, héber, szír, örmény és grúz számírás -. A görög rendszer esetében ez használóinak a politika jelentőségével is magyarázható, de másoknál, mint a héber és az örmény, a rendszerek használói nagymértékben politikailag és kulturálisan is marginalizálódtak. Hogy ezek a rendszerek mégis ilyen körülmények között is fennmaradtak, és olyan helyen is, ahová már a helyi értékes rendszer is eljutott, részben strukturális jegyeivel magyarázható: 
- Az alfabetikus rendszerek „alfabetikussága” alapján az írásjelek mellé nem kellett még egy számírásjelkészletet is megtanulni.
- Az alfabetikus rendszerek tömörebbek még a helyi értékes rendszereknél is, ugyanis bármelyik helyi értékes numerikus szakasz tartalmazhat zérót is.
- Egy sokkal kielégítőbb magyarázat szerint az alfabetikus számírásrendszerek, ugyanúgy mint az írás is, a kulturális identitás jelentős markerei. Több esetben (pl. kopt, gót, örmény, grúz, glagolita és cirill számírás) egy szűk csoport fejlesztette ki saját írásukat és ezzel egyidőben az egyedi alfabetikus számírásukat is. Az alfabetikus számírások nem nyelvfelettiek, hanem az írásrendszerek szerves részévé váltak.[16]

### Felváltása
A  helyi értékes számírás megjelenésével az alfabetikus számírásrendszerek szerepe, használatának kontextusa beszűkült. Amikor alkalmazásuk rendszeres használata megszűnt, sokat közülük korlátozottabb funkciókra, de továbbra is használták, különösen egy adott vallás hazájában (pl. héber, szír, kopt, görög, cirill). Az elmúlt öt évszázad masszív globalizációja fényében a nyugati és az arab helyi értékes számírás vált a legkorábbi standard rendszerré, melyet majdnem mindenki megtanult. Az alfabetikus számírások jövője így egyre inkább kérdésesnek tűnik.

## Gematria
A görögök, héberek és az arabok az alfabetikus számírásukat a gematriahoz, azaz a számmágia módszeréhez is felhasználták. Ennek alapja, hogy nemcsak az írás minden betűje bír számértékkel is, hanem így minden szónak is van numerikus értéke is, mely a betűk számértékének összegével egyenlő.
A héberek esetén a gematria  az egyik fontos funkció volt, melyre a héber számokat a történelmükben használták. A középkori és a modern kor eleji tudósok ezt a gyakorlatot általánosan alkalmazták a Talmud és Midrás egyes részeinek értelmezésére, azzal a céllal, hogy szimbolikus jelentést találjanak a szavak és az azoknak megfelelő számértékek között.
Ehhez kapcsolódó gyakorlat a kronogramma készítése is, amelyben az adott szavak számértékei egy esemény dátumával megegyezők. Ez a használat is, melyet az arab abdzsad is gyakorolt – arab megnevezése hisab al-adjummal-, hozzájárulhatott jóval a helyi értékes rendszer átvétele után is az alfabetikus számírás fennmaradásához.

## Alfabetikus számírásrendszerek
- Görög alfabetikus számírás – gyakran „ion” vagy „milétoszi” rendszernek is nevezik Kis-Ázsia nyugati részéről való eredete miatt. Az első bizonyítékok az i. e. 6. századra tehetők, melyeket Kária ion városaiban –  pl. Milétosz – használt archaikus görög írás betűivel írták, struktúráját közvetlenül az egyiptomi demotikus számírásból vették át.[20] Története során a számírást széles kontextusban – gazdasági dokumentumokon, emlékműveken, csillagászati, matematikai munkákban – használták. A legtöbb görög matematikai munkában alfabetikus számok állnak, melyeket az összes görög matematikus Arkhimédésztől kezdve Apollónioszig használt. A görög alfabetikus számírással egész története alatt elsősorban görög nyelvterületeken, vagy görög nyelvűek kontrollja alá eső régiókban írtak. Korai történetében a rendszert a kelet Mediterráneumban a Ptolemaioszi Egyiptomban és a Szeleukida Perzsiában is használták. A Római Birodalomban adminisztratív céllal nem alkalmazták, de a Bizánci Birodalomban már igen, viszont 1453-tól, Konstantinápoly eleste után, az adminisztratív funkció elhalt. Ugyanakkor ezután is alkalmazták korlátozott céllal, oldalszámozására, vagy listák sorszámozására, ugyanúgy, ahogy a római számokat a korabeli Nyugat-Európában. Az alfabetikus számokat számos görög bibliában fejezetek és versek számozására ma is használják, valamint bizonyos jogi környezetben és oldalszámozásra is.
- Kopt számírás – a kopt írás mellett Egyiptomban az i. sz. 4. században a görög alfabetikus számírás mintájára megszületett a kopt számírás,[21][22] melynek számjelei hasonlítanak az i. sz. 4. és 9. század közötti görög unciális jelekre. A kopt számok napjainkban is használatban vannak a kopt ortodox egyház liturgiai szövegeiben oldalszámozásra és sztichometriai célból.
- Zimám számírás – Egyiptomban az i. sz. 10. században kialakult számírás, a rendszer struktúrájában azonos a klasszikus kopt rendszerrel, de a numerikus jelek kurzív minuszkula betűk és nem unciálisak. Széleskörű kontextusban – elsődlegesen gazdasági dokumentumokban – hosszan megtartott használatuk okán lényegesen nagyobb jelentőségűnek számít, mint a beszűkült funkciójú unciális kopt számírás. A zimám számokat használók egyiptomi kopt keresztények voltak, de ez nem volt kőbevésett szabály, így egyiptomi héber és muszlim arab nyelvű írásokban is rendszeresen használták a zimám számokat az arab abdzsad, ill. a héber alfabetikus számírás helyett.[23] Használatuk túlélte Egyiptomnak az Oszmán Birodalom általi 1517-es meghódítását,  csak a 17. században szűnt meg, amikor az arab helyi értékes számok átvették a szerepüket.[24]
- Etióp számírás –  legkorábbi példája egy i. sz. 3. század végéről való sztélén áll. Az etióp numerikus jelek nem az etióp írás – Ge’ez – betűi,  hanem a görög, ill. a kopt betűkből betűkből eredeztethetők, a számjeleknek így nincs az etióp írásban nemnumerikus jelentése is, mégis a számjel alatt és felett levő vonal mutatja, hogy az numerikus értékkel bír. A rendszer karakterkészlete  csak tizennyolc jelből áll, efölött -100 fölött – már multiplikatívan ábrázolták a számokat. Az Akszúmi Királyság bukása után, az iszlám hódítás következtében az etióp írást csak ritkán használták, idővel ezoterikusnak számított, csak tudósok és az etióp ortodox egyház papjai ismerték. Matematikai, numerológiai és csillagászati szövegekben a középkori Etiópiában mind az egész számokat, mind a törtszámokat is az etióp számírással ábrázolták.[25] Az amhara nyelven írt szövegekben az etióp számokat széles kontextusban használták a 15. századtól napjainkig.[26] A modern etióp számírás struktúrája csak enyhén módosult, jelenleg még mindig használják alkalmanként dátumozásnál.[27][28]
- Gót számírás –  a gótok az i. sz. 350 körül Wulfila püspök által kifejlesztett gót ábécé mellett kialakították a gót alfabetikus számírást is.[29] Az i. sz.  7., ill. a 8. században kezdett írásuk és számírásuk használata megszűnni, és felváltotta az ekkor egész Nyugat-Európában ismert római számírás.
- Héber alfabetikus számírás –  az i. e. 2. századra a héber írás betűiből születtek meg az egyedi héber alfabetikus számok,[30]  melyeknek az i. e. 125 és 100 közötti Hasmoneus érmék feliratai korai bizonyítékai.[31][32] Azok a korábbi elméletek, melyek egy sokkal korábbi, i. e. 9. -7.- századi független eredetet valószínűsítenek[10][11][12] S. Chrisomalis szerint már nem hitelesek. A héber számírás az íráshoz hasonlóan jobbról balra íródik. A modern Izraelben a legtöbb funkcióra a nyugati számírást használják, viszont a hagyományos héber kalendárium dátumaiban, különösen vallásos szövegekben és sírfeliratokon az alfabetikus számok is rendszeresen előfordulnak.[33]
- Szír alfabetikus számírás – valószínűleg az i. sz. 6. században alakulhatott ki, fokozatosan váltotta fel az ószír rendszert az elkövetkező két évszázad során.[34] Perzsia nesztoriánus keresztényei és Szíria jakobita keresztényei által használt kaldeus és certó írás mellett használták az alfabetikus számírásrendszert.[35] A rendszer jobbról balfelé íródik, a számokat a betűktől a numerikus szakaszok fölé írt vízszintes vonal különbözteti meg. A héber alfabetikus számíráshoz hasonlóan 22 jellel bír, az 500 és 900 közötti értékeket az alacsonyabb százas értékek és a 400-as jelének különböző additív kombinációjával képezték, ill. a nagyobb százas értékeket alkalmanként multiplikatívan jelölték, az 50 és 90 közötti értékek fölé pontot helyezve.[36][37] Szír számok csak nagyon gyéren találhatók monumentális kőfeliratokon vagy érméken. Viszont vallásos szövegekben használatuk nagymértékben elterjedt kifejlesztésétől egészen a mai napig is, a helyzet oka a jakobiták és a nesztoriánusok viszonylagos elhatárolódása a görög és a római kereszténységtől. A legtöbb szír vallásos szöveg oldalszámozásánál és a dátumozásánál a szír számokat használják.
- Arab abdzsad számírás –  lehetséges, hogy iszlám előtti gyökerei vannak, de valószínűbb egy i. sz. 650 körüli eredet.  A 8. század végére az arab abdzsad számok az egész Közel-Keleten elterjedtek, valamint a magrebi régióiban és az Ibériai-félsziget déli részén is. Adminisztratív dokumentumokban, irodalmi és tudományos szövegekben, érmék és feliratok dátumain használták. Röviddel az abdzsad számok kifejlesztése után, kiszorította azt a hinduktól átvett, jól ismert arab cifferes-helyi értékes számírás, melyet arab nyelven al-hisab al-hindi-ként ismertek. A helyi értékes számírás bevezetése ellenére is a csillagászok sokkal tovább használták az abdzsad számokat, mivel átültették azokat a kvázi-helyi értékes törtszámok használatára. A 13. század végéig az összes csillagászati és asztrológiai szövegben csak abdzsad számok álltak, és több évszázaddal ezt követően is még az abdzsad és a helyi értékes számok egymás mellett szerepeltek egy adott szövegben. Korlátozott céllal mind a mai napig fennmaradt, kriptografikus, irodalmi és mágikus funkciókra, mint pl. a kronogramma, valamint előszavak, táblázatok, könyvek tartalomjegyzékének oldalszámozására, ugyanúgy, mint ahogy a nyugati világban a római számokat használják.[38][39]
- Fez számírás – a fez számírás legkorábbi változatát a mozarabok használták Toledoban, Spanyolországban a 12. és 13. században[40] Később a modern Marokkó Fez városa körül is a 16. századtól kezdődően felbukkan, a számírás eltért mind az arabtól mind a görögtől is. A rendszert hisad al-qualam al-Fasi néven, ill. rumi (bizánci) jelekként ismerték. A rendszer 27 írásjellel bír, jobbról balra íródik. Marokkóban a gyarmatosítás utáni változások vetettek véget a rendszer használatának.
- Örmény számírás – az alfanumerikus számírás elvét ők is a görögöktől vették át. Nem tisztázott, hogy az örmény számírást is Meszrop Mastoc maga, vagy tanítványa, az i. sz. 5. század kezdetén fejlesztette-e ki, avagy még ugyanabban az évszázadban valamennyivel később hozták létre.[41] Az ősi, harminchat betűből álló örmény ábécé elegendő jellel szolgált 1-től 9000-ig a teljes számsorhoz, ugyanakkor a többi alfabetikus rendszertől eltérően az örmény rendszerben nem éltek a magasabb értékeknél multiplikatív elvvel, ezeket lexikális számokkal írták ki. A cifferes-helyi értékes számírással Örményországban először az i. sz. 12. sz-ban írtak,[42] viszont az örmény írástudók az alfabetikus számokat a legtöbb általános célra még jóval ezután is megtartották, néha még ma is használják az Újtestamentum fejezeteinek számozására.[43]
- Sirakaci számírása – az örmény ábécé tizenkét jelére Sirakaci örmény matematikus az i. sz. 7. században kifejlesztett egy számírásrendszert, ezt Aritmetika c. könyvében (T’aubant’iwn) írta le. Más vélekedés szerint a rendszert nem Shirakatsi alkotta, hanem létezett egy általánosan használt változata, melynek Shirakatsi munkája az egyedüli fennmaradt folyománya.[44] A rendszert matematikai és csillagászati számításokban használhatták, alapformája tizenkét jelet használ.[45] Az egyes jelek azonosak az örmény hagyományos rendszerben használtakkal, az egységjeleket viszont a tíz 3 hatványa követi (10, 100, 1000), a többi számot multiplikatív és additív módon ábrázolják.
- Grúz számírás –  a kereszténység felvétele után az örményekhez hasonlóan a grúzok is a görög alfabetikus rendszert modellként tekintve kifejlesztettek egy írást és számírásrendszert. A grúz számokat irodalmi és vallásos szövegekben az egész középkorban használták, különösen oldalszámozásra, dátumok jelölésére, sztichometriai céllal és monumentális kőfeliratokon is. Rendszeres használata a 16. században lezárult, amikor a grúzok az Oszmán Birodalom ellenőrzése alá kerültek, ettől kezdve az arab helyi értékes számokat használták adminisztratív és kereskedelmi célokra is, bár az alfabetikus számírásuk fennmaradt vallási tárgyú írásokban.[46]
- Glagolita számírás – az i. sz. 860 és 870 között Cirill és Metód által, az ószláv keresztény írások számára kifejlesztett glagolita ábécéhez kapcsolt számírás.[47] A 15. század körüli időkre szinte az összes szláv nép vagy a római, vagy a cirill számírást adoptálta, csak a horvát katolikus liturgiát megőrző Horvátországban, különösen az Adriai partok mentén – Dalmáciában – használták továbbra is a glagolita írást és számírást.[48][49]
- Cirill számírás –  az i. sz. 890-900-ban kifejlesztett cirill írást eredetileg az ószláv egyház írásaira használták, később a különböző szláv nyelvek írására is átvették, leginkább az oroszra. Ehhez egy alfabetikus számírásrendszert  megközelítőleg ugyanebben az időben alakítottak ki. A cirill számírásrendszer az i. sz. 10. században jutott el a Kijevi Orosz Fejedelemséghez.[50] Oroszországban még a 18. század folyamán is az arisztokratáknak, hivatalnokoknak mind a római, a helyi értékes és a cirill számírásban is jártasnak kellett lenniük, hogy a különböző műfajok teljes skálájú szöveganyagát olvasni tudják. Egészen későn, 1918-ban Alexandra cárné utolsó naplójának oldalszámozását ezekkel írta, ez mutatja, a cirill számoknak még ekkor is volt jelentősége, még ha az utolsó cári korszakban egyre inkább csak formális.[50]
- Latin számírás – a 11. századtól kezdődően az arabok által lefordított görög csillagászati munkákat kezdték latinra is fordítani, így a nyugat-európai tudósok egyre nagyobb mértékben ismerték meg a görög számírást. Egy maroknyi szövegben kísérletet tettek a görög alfabetikus számírásnak, ill. arab abdzsad számoknak a latin ábécét felhasználó konvertálására, a latin ábécé akkor létező huszonkét betűjét használva az 1-től 9-ig, 10-től 90-ig, ill. 100-tól 400-ig terjedő számokhoz rendelve.[51] Nem ismert a 13. századból vagy későbbi dokumentumokból a rendszer használata.